# Direction des énergies
Pour les articles homonymes, voir DES.
La Direction des énergies (DES) est le pôle de recherche appliquée du commissariat à l'Énergie atomique et aux Énergies alternatives dans les domaines de la production d’énergie bas carbone (énergie nucléaire et énergies renouvelables).
La DES accueille en 2019 plus de 4900 chercheurs et ingénieurs.

## Historique
En 2000, le CEA se dote d'une nouvelle organisation : la Direction des réacteurs nucléaires (DRN) et la Direction du cycle du combustible (DCC) sont réunies au sein de la Direction de l’énergie nucléaire (DEN), et deviennent des départements de la nouvelle entité. La DEN est chargée de l’innovation, uniquement dans le domaine du nucléaire. Les recherches portent alors sur le soutien à l’industrie pour les réacteurs du parc actuel, de l’EPR et les usines du cycle, l’assainissement et le démantèlement de ses installations nucléaires en fin de vie ainsi que le développement des systèmes nucléaires du futur (réacteurs de génération IV pour fermer le cycle du combustible et les réacteurs modulaires).
En 2020, une approche plus générale portant sur la recherche sur la production d’énergie bas carbone (énergie nucléaire, énergies renouvelables), conduit à la création de la DES. Cette décision est dans la lignée du discours du président de la République Nicolas Sarkozy du 14 décembre 2009, où le CEA devient le « commissariat à l'Énergie atomique et aux Énergies alternatives » en réponse à une suggestion de la commission Juppé–Rocard qui préconisait la création d'une Agence pour les énergies renouvelables. Cette décision traduit la volonté de l'exécutif d'équilibrer les efforts de recherche entre le nucléaire et les énergies renouvelables, selon la règle affichée du « un euro pour le nucléaire, […] un euro pour la recherche sur les énergies renouvelables ».
Les travaux de la DES portent également le projet Nuward et sur le développement des systèmes nucléaires dits de quatrième génération (par suite de l'abandon du projet Astrid).

## Instituts
La Direction de la recherche technologique regroupe quatre instituts de recherche : 
- l'Institut de recherche sur les systèmes nucléaires bas carbone (IRESNE)[6] à Cadarache ;
- l'Institut des sciences appliquées et de la simulation pour les énergies bas carbone (ISAS) à Saclay ;
- l'Institut des sciences et technologies pour une économie circulaire des énergies bas carbone (ISEC)[7] à Marcoule ;
- le Laboratoire d'innovation pour les technologies des énergies nouvelles et les nanomatériaux (LITEN) à Grenoble et au Bourget-du-Lac, sur le site de l'Institut national de l'énergie solaire (INES).

## Direction

### ex-DEN (jusqu'en 2020)
- Jacques Bouchard [8] (2000-2005)
- Philippe Pradel[9] (2005-2009)
- Christophe Béhar[10] (2009-2016)
- François Gauché[11] (2016-2018)
- Philippe Stohr[12] (2018-2020).

### DES
- Philippe Stohr (depuis 2020).